# John Kongos
John Kongos (* 6. August 1945 in Johannesburg, Südafrika) ist ein Sänger und Songwriter.

## Leben
Nachdem John Kongos mit seiner Band „Johnny and the G-Men“ sowie als Solokünstler Anfang der 1960er Jahre in seinem Heimatland Südafrika einige Schallplattenerfolge verzeichnen konnte, ging er 1966 nach Großbritannien, um seine Karriere voranzubringen. Im April 1967 gründete er die Band „Floribunda Rose“, zu der Pete Clifford (Gitarre), Jack Russell (Bass, Vocals), Nick Doktor (Schlagzeug) und Chris Demetriou (Keyboard) gehörten. Nach einer Singleveröffentlichung (Linda Loves Linda) verließen Clifford und Doktor die Band, und mit dem Schlagzeuger Henry Spinetti nahmen die verbliebenen Musiker als Psychedelic-Rock-Band „Scrugg“ drei weitere erfolglose Singles auf.
Im Jahr 1969 veröffentlichte Kongos sein von Gus Dudgeon produziertes erstes Soloalbum auf Dawn/Pye mit dem Titel Confusions About a Goldfish, das allerdings wenig erfolgreich war. Danach konzentrierte er sich aufs Songschreiben. Zwei seiner Lieder, Won’t You Join Me und Will You Follow Me waren 1970 und 1971 in deutschen Gesangsversionen von Daliah Lavi große Hits in Deutschland (Oh, wann kommst du und Willst du mit mir geh’n).
Seinen kommerziellen Durchbruch als Sänger hatte er Mitte 1971 mit der auf Fly Records erschienenen Single He’s Gonna Step on You Again, die ein internationaler Hitparadenerfolg war und 1990 von der britischen Band Happy Mondays unter dem Titel Step On interpretiert zu einem wichtigen Hit der Madchester-Bewegung wurde. In Großbritannien konnte sich auch seine Nachfolgesingle Tokolshe Man in den Top Ten platzieren, die ebenfalls von den Happy Mondays neu aufgenommen wurde. Sein Ende 1971 erschienenes Album Kongos erreichte dort die Top 30 der LP-Charts. Weitere Erfolge blieben jedoch aus.
John ist verheiratet mit der Schmuckdesignerin Shelley und hat vier Söhne: John Joseph, Jesse, Dylan und Daniel Lee. Sie arbeiten gemeinsam als Rockband mit dem Namen Kongos.
John lebt mit seiner Familie zurzeit in Phoenix (Arizona) in den USA.

## Diskografie (Auswahl)

### LPs/CDs
- Confusions About a Goldfish – 1969
- Kongos – 1971
- Lavender Popcorn 1966-1969 – Castle 2001 (Kompilation inkl. Floribunda Rose, Scrugg & John Kongos)

### Singles

#### John Kongos
- I Love Mary / Goodtime Party Companion – 1966
- Flim Flam Pharisee / Boold – 1970
- He’s Gonna Step on You Again / Sometimes It’s Not Enough – 1971
- Tokoloshe Man / Can Someone Please Direct Me Back to Earth – 1971
- Great White Lady / Shamarack – 1972
- Higher Than God’s Hat / Would You Follow Me – 1973
- Ride the Lightning / I Won’t Ask You Where You’ve Been – 1975
- I No.7 (Only Wants to Get to Heaven) / Slow Talkin’ Boy – 1976
- Tomorrow I’ll Go / Come On Down Jesus

#### Floribunda Rose
- Linda Loves Linda – 1967

#### Scrugg
- Everyone Can See / I Wish I Was Five